# Dipcadi guichardii
Dipcadi guichardii là một loài thực vật có hoa trong họ Măng tây. Loài này được A.R.Sm. mô tả khoa học đầu tiên năm 1971.